# جويوئية (غوغر)
جویوئیة (بالفارسية: جویوئیه) هي قرية تقع في إيران في قسم غوغر الريفي. يقدر عدد سكانها بـ 45 نسمة .